# Gerresheimer
Gerresheimer AG er en tysk producent af emballage til lægemiddel- og kosmetikindustrien. De har hovedkvarter i Düsseldorf og produktion i Europa, Amerika og Asien. Gerresheimer Glas AG blev etableret i 1864 af Ferdinand Heye (1838-1889).